# Litiofilit
Litiofilit je mineral koji sadrži element litijum. To je litijum mangan(II) fosfat sa hemijskom formulom LiMnPO
4. Javlja se u pegmatitima koji su često povezani sa trifilitom, završnim članom gvožđa u seriji čvrstog rastvora. Mineral srednjeg sastava poznat je kao siklerit i ima hemijsku formulu Li(Mn,Fe)PO
4). Naziv litiofilit potiče od grčkog philos ((φιλός)) „prijatelj“, jer se litiofilit obično nalazi sa litijumom.
Litiofilit je smolasti crvenkasto do žućkasto smeđ mineral koji kristališe u ortorombičkom sistemu često u vidu vitkih prizmi. Obično se povezuje sa lepidolitom, berilom, kvarcom, albitom, ambligonitom i spodumenom pegmatskog porekla. Prilično lako podleže različitim sekundarnim mangan fosfatima i oksidima. To je mineral kasne faze u nekim složenim granitnim pegmatitima. Članovi serije trifilit-litiofilita lako prelaze u sekundarne minerale.
Tipični lokalitet je Brančvilski kamenolom, Brančvil, okrug Ferfild, Konektikat, gde je prvi put zabeležen 1878. godine. Najveći dokumentovani monokristal litiofilita pronađen je u Nju Hempširu, SAD, dimenzija 2,44×1,83×1,22 m3 i težine oko 20 tona.
Sintetički oblik trifilita, litijum gvožđe fosfat, je obećavajući materijal za proizvodnju litijum-jonskih baterija.

## Literatura
- Palache, P.; Berman H.; Frondel, C. (1960). "Dana's System of Mineralogy, Volume II: Halides, Nitrates, Borates, Carbonates, Sulfates, Phosphates, Arsenates, Tungstates, Molybdates, Etc. (Seventh Edition)" John Wiley and Sons, Inc., New York, pp. 665–669.

## Spoljašnje veze
- Mineral galleries